# Leningrad Cowboys
Leningrad Cowboys je finska rock and roll glasbena skupina, znana po svojih humornih koncertih in besedilih.

## Skupina
Skupina je nastala v poznih osemdesetih letih 20. stoletja. V svojih pesmih se norčujejo iz Sovjetske zveze in njihovega vesoljskega programa, sovjetske industrije, pesmi pa so prežete s tradicionalnimi ruskimi napevi, v katerih se pojavlja tudi ritem polke. Poleg tega je skupina, v kateri trenutno sodeluje enajst »kavbojev« in dve »Leningrad Ladies«, predelala nekaj uspešnic Led Zeppelinov, The Beatlesov in Lynyrd Skynyrdov  ter jih začinila s svojim značilnim humorjem. 
Skupina poleg humorja v pesmih izstopa tudi s svojim izgledom. Za svoj slog so si izbrali do skrajnosti pretiran »rock-a-billyjevski« slog frizur, ter enako pretirano dolge kavbojske škornje. Obleke so le rahlo predelane sovjetske uniforme, na katerih se, v stilu povojnega sovjetskega poveličevanja, gnetejo raznorazne medalje. K obvezni opremi spadajo tudi sončna očala.  
Skupina Leningrad Cowboys je nastopila tudi v treh celovečernih filmih finskega režiserja Akija Kaurismäkija:
- Leningrad Cowboys Go America
- Leningrad Cowboys Meet Moses
- Total Balalaika Show.

## Diskografija

### Albumi
- Go America (Megamania 1989)
- We Cum From Brooklyn (Johanna 1992)
- Total Balalaika Show - Helsinki Concert (Johanna 1993)
- Live in Provinzz (Johanna 1993)
- Happy Together (Johanna 1994)
- Go Space (Johanna 1996)
- Mongolian Barbeque (Johanna 1997)
- Thank You Very Many (1999)
- Terzo Mondo (Johanna 2000)
- Global Balalaika Show (Johanna 2003)
- Zombie's Paradise (Sony BMG 2006)
- Buena Vodka Social Club (SPV 2011)

### Singli
- L.A. Woman (1987)
- Thru The Wire (1992)
- These Boots (1993)
- Those Were The Says (1993)
- Jupiter Calling (1996)
- Where's The Moon (1996)
- Mardi gras ska (1999)
- Monkey Groove / Harem (2000)
- Happy Being Miserable (2000)
- You're My Heart, You're My Soul (2006)